# St. Andreas (Karlstadt)

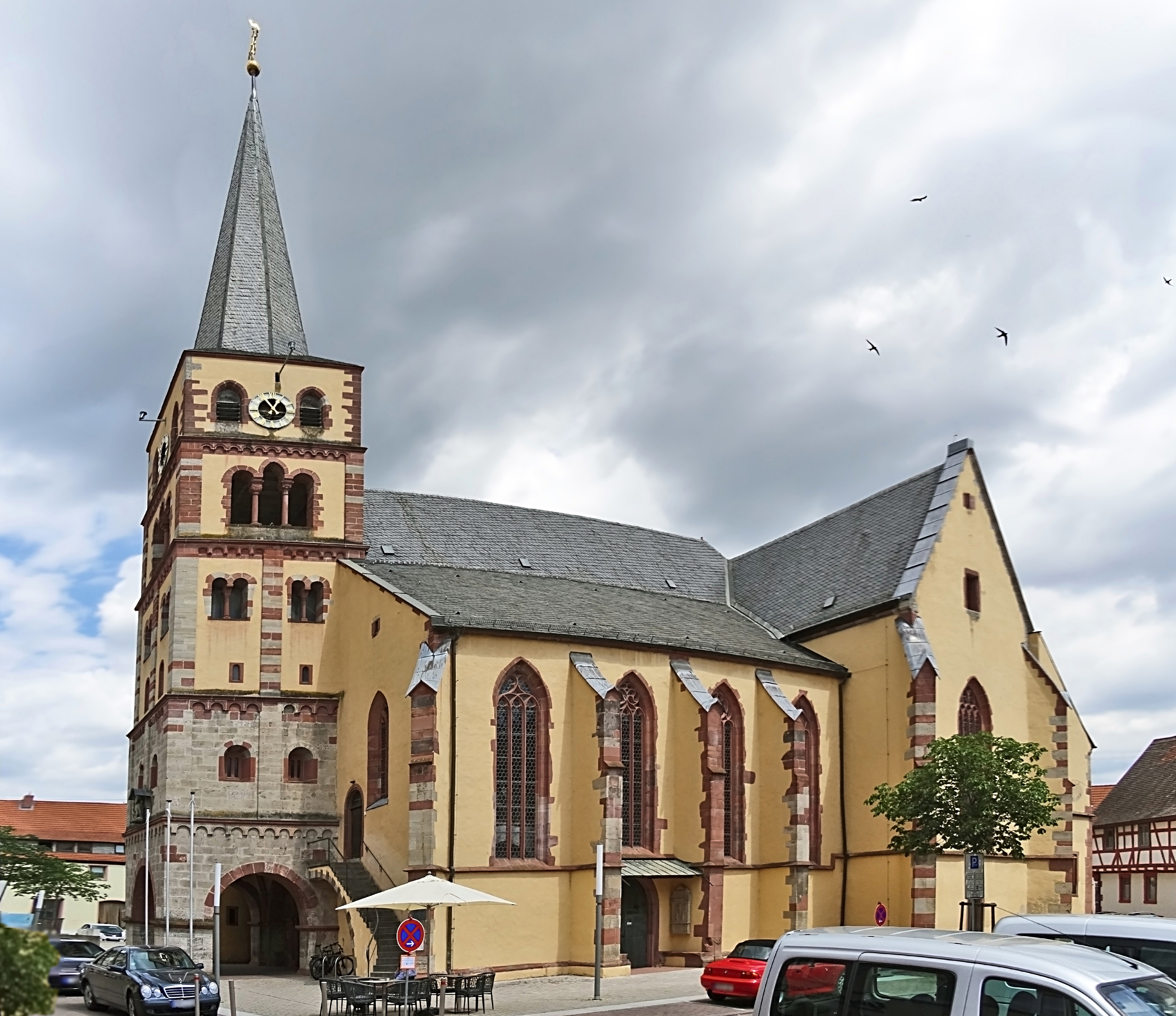
Pfarrkirche St. Andreas

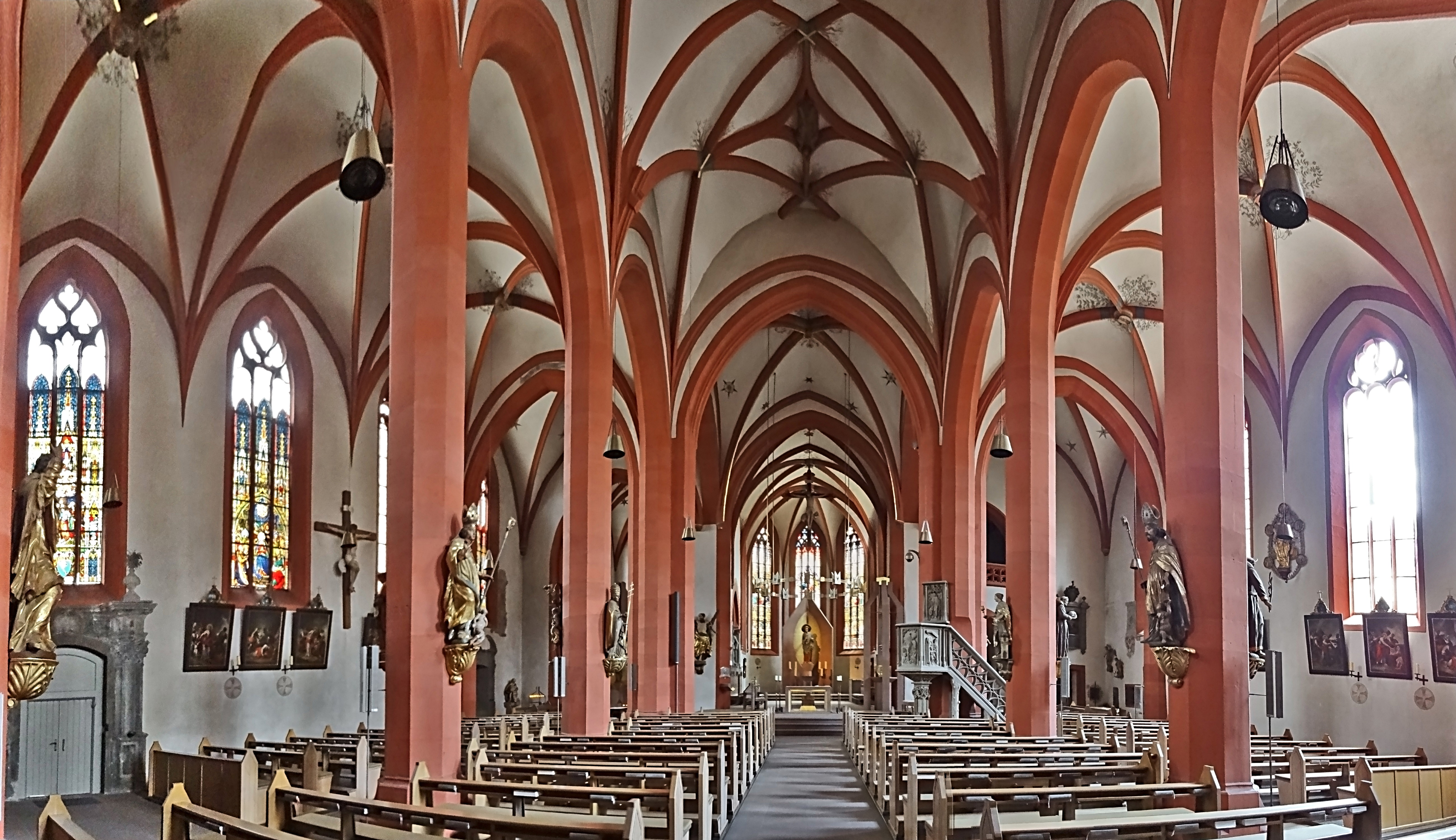
Innenansicht

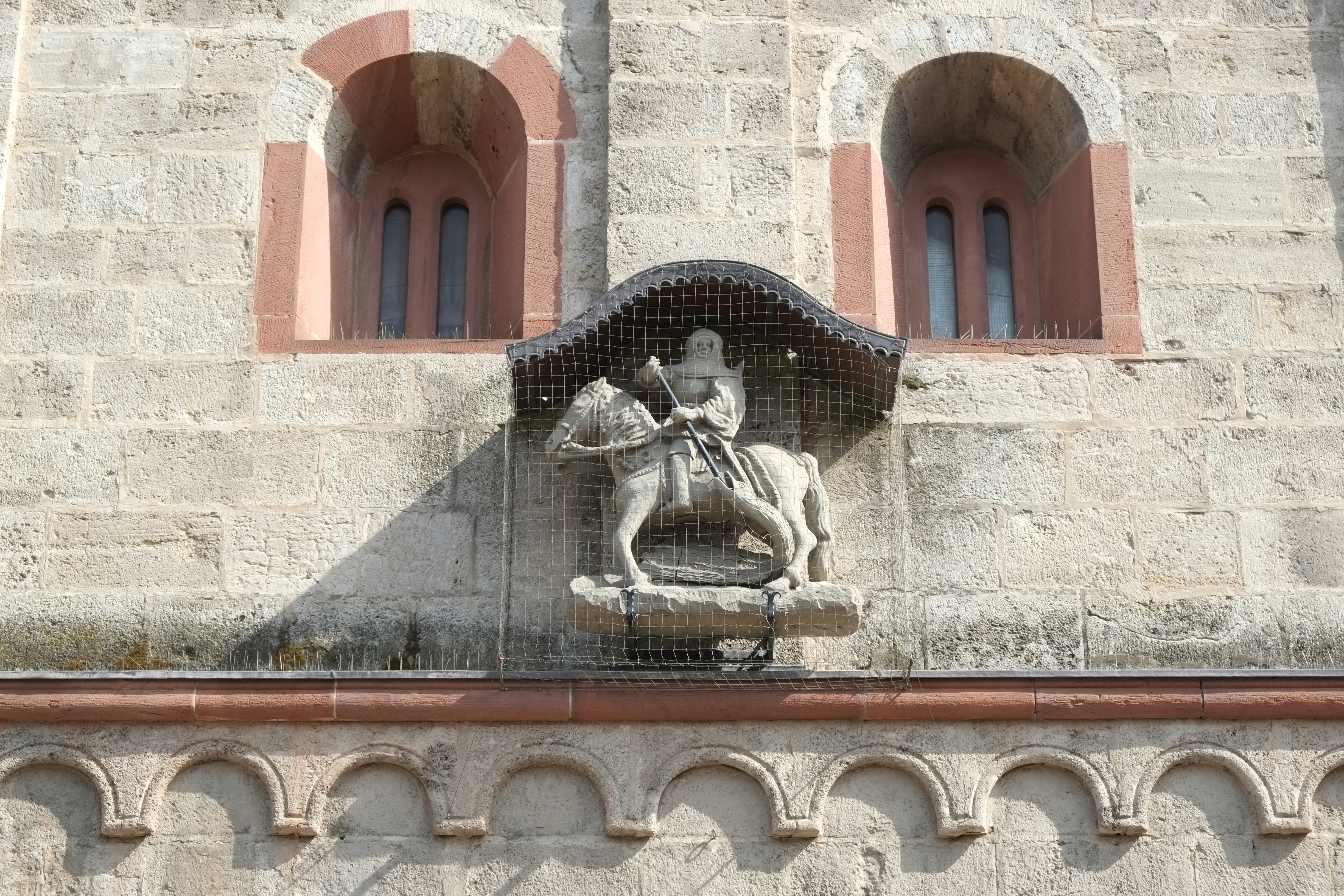
Heiliger Georg am Turm

Die römisch-katholische Pfarrkirche St. Andreas in Karlstadt, der Kreisstadt des unterfränkischen Landkreises Main-Spessart in Bayern, wurde ab dem 14. Jahrhundert auf den Grundmauern einer spätromanischen Basilika errichtet.

## Geschichte
Vom romanischen Vorgängerbau, der in die Zeit der Stadtgründung um das Jahr 1200 zurückreicht, sind in der heutigen Kirche neben Mauerresten im Langhaus die ehemalige Sakristei im südlichen Chorwinkel (heute Taufkapelle), die Vierung und der Westturm erhalten. Ab der Mitte des 14. Jahrhunderts entstanden im Stil der Gotik das Querschiff und der Chor. Die zum nördlichen Querhaus und zum Chor geöffnete Rienecker Kapelle wurde 1447 errichtet, wie ein mit dieser Jahreszahl versehener Schlussstein am Gewölbe belegt. Das Langhaus wurde um 1481 gebaut und 1512/13 eingewölbt. Um 1583 ließ der Würzburger Fürstbischof Julius Echter den Turm um ein Geschoss aufstocken und mit einem neuen Spitzhelm versehen.
Im Laufe der Jahrhunderte wurde die Kirche mehrmals umgestaltet. 1614 wurde sie durch Wolfgang Ritterlein aus Innsbruck im Stil der Renaissance ausgemalt. An den Umrahmungen der Portale und an einigen Fenstern sind diese Malereien teilweise noch erhalten. In der Zeit des Barocks erhielt die Kirche eine neue Ausstattung, die man Ende des 19. Jahrhunderts gegen eine neugotische tauschte. In den Jahren 1999/2000 erfolgte eine weitere Renovierung der Kirche und es wurde eine neue Ausstattung geschaffen.

## Architektur

### Westturm
Der Westturm wird von Lisenen und Blendarkaden gegliedert. Im Erdgeschoss besitzt er eine dreiseitig geöffnete Halle, die auch als Paradies bezeichnet wird. Das zweite Geschoss ist auf drei Seiten von je zwei Zwillingsarkaden durchbrochen, im dritten Geschoss öffnet sich je eine Dreierarkade. Die Klangarkaden ruhen auf schlanken Säulen, die mit Kapitellen verziert sind. An der Westfassade des Turms ist die Kopie einer Skulptur des heiligen Georg, des Stadtpatrons von Karlstadt, angebracht, die ihn als Ritter und Drachentöter darstellt. Das Original aus dem 15. Jahrhundert wird unter der Orgelempore aufbewahrt.
Zehnstimmiges Bronzegeläute in Schlagtonfolge c¹ - es¹ - f¹ - g¹ - as¹ - b¹ - c² - es² - f² - as²

### Innenraum
Das Langhaus ist dreischiffig und in vier Joche gegliedert. An das Querhaus schließen sich im Osten die Rienecker Kapelle, die Taufkapelle (die ehemalige Sakristei) und die Schatzkammer an. Der dreijochige Chor schließt mit einem Fünfachtelschluss. Unter dem westlichen Langhausjoch ist eine Empore mit steinerner Brüstung eingebaut.
Das Hauptschiff wird von einem Netzrippengewölbe gedeckt, die Seitenschiffe besitzen Kreuzrippengewölbe. Auf den Gewölbeschlusssteinen des Langhauses sind der heilige Georg, das Wappen des Würzburger Fürstbischofs Lorenz von Bibra und der Schutzpatron der Kirche, der heilige Andreas, dargestellt. Die Schlusssteine des südlichen Seitenschiffs weisen die Wappen der Adelsfamilien der Thüngen, der Lichtenstein und der Voit von Rieneck auf, die Schlusssteine des nördlichen Seitenschiffs die der Familien Hutten und Schauterbach. Die drei Schlusssteine im Chor sind mit einem Adler, dem Symbol des Evangelisten Johannes, dem Lamm Gottes und einem Christuskopf mit Kreuznimbus verziert.

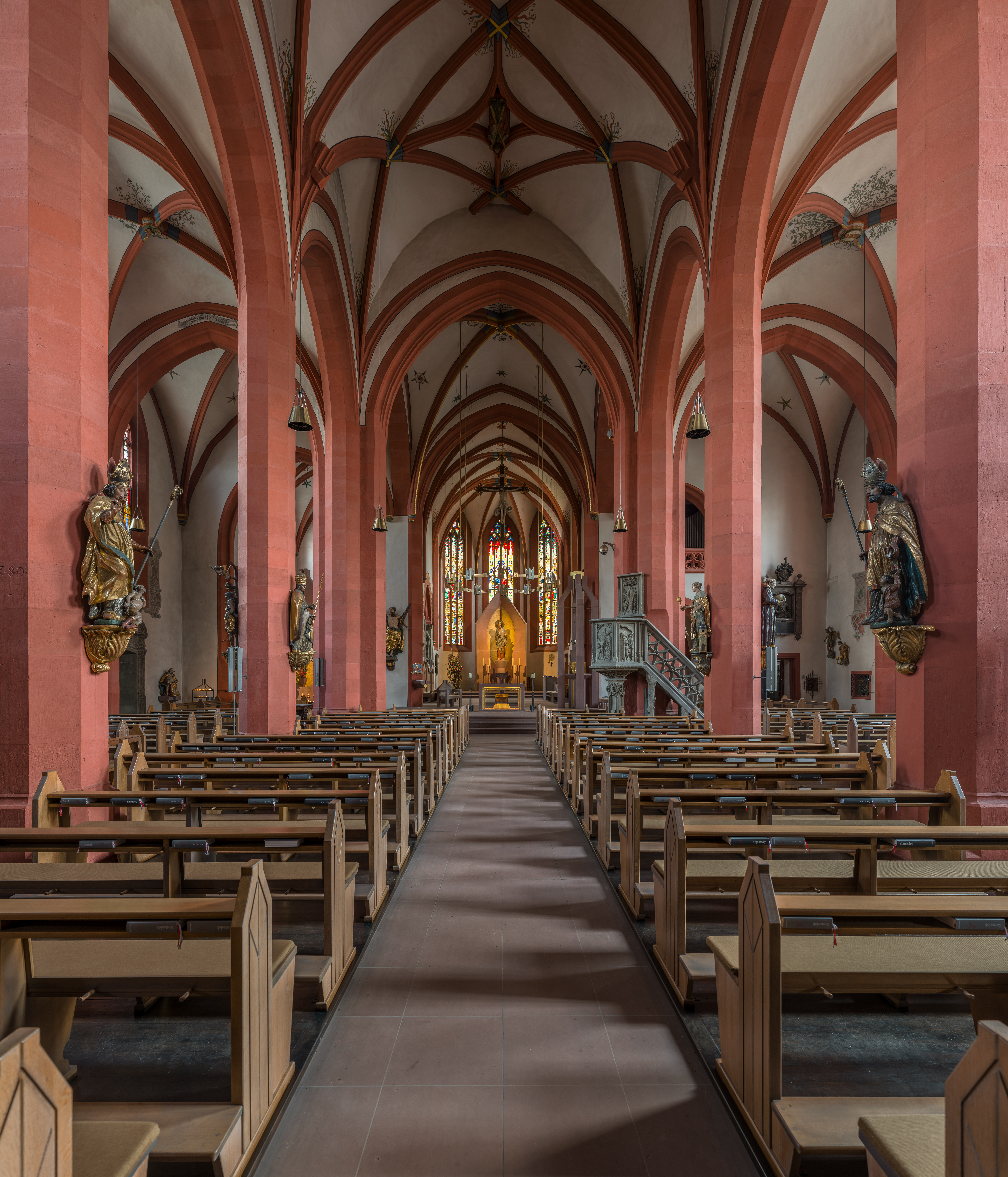
Langhaus
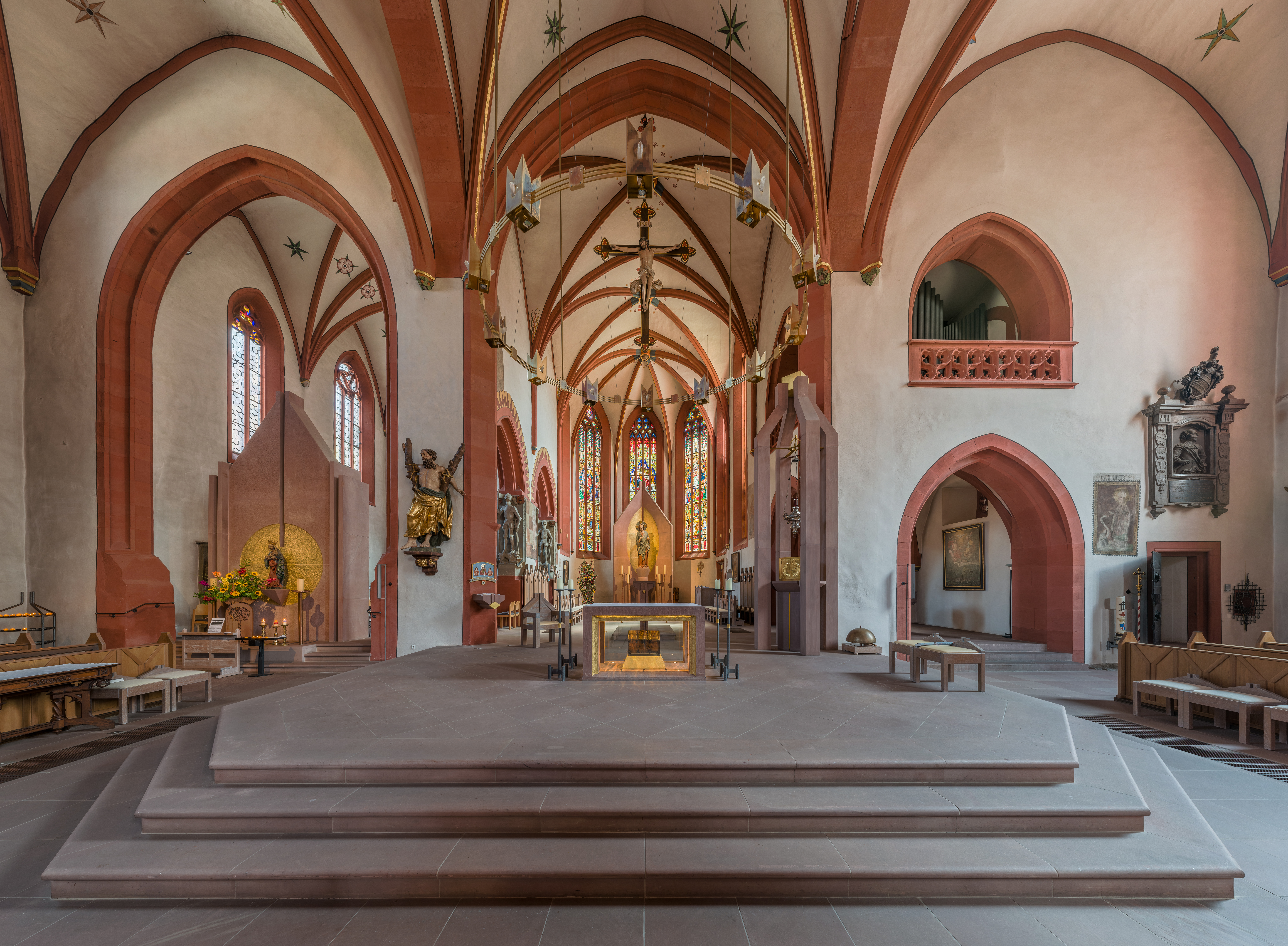
Altar
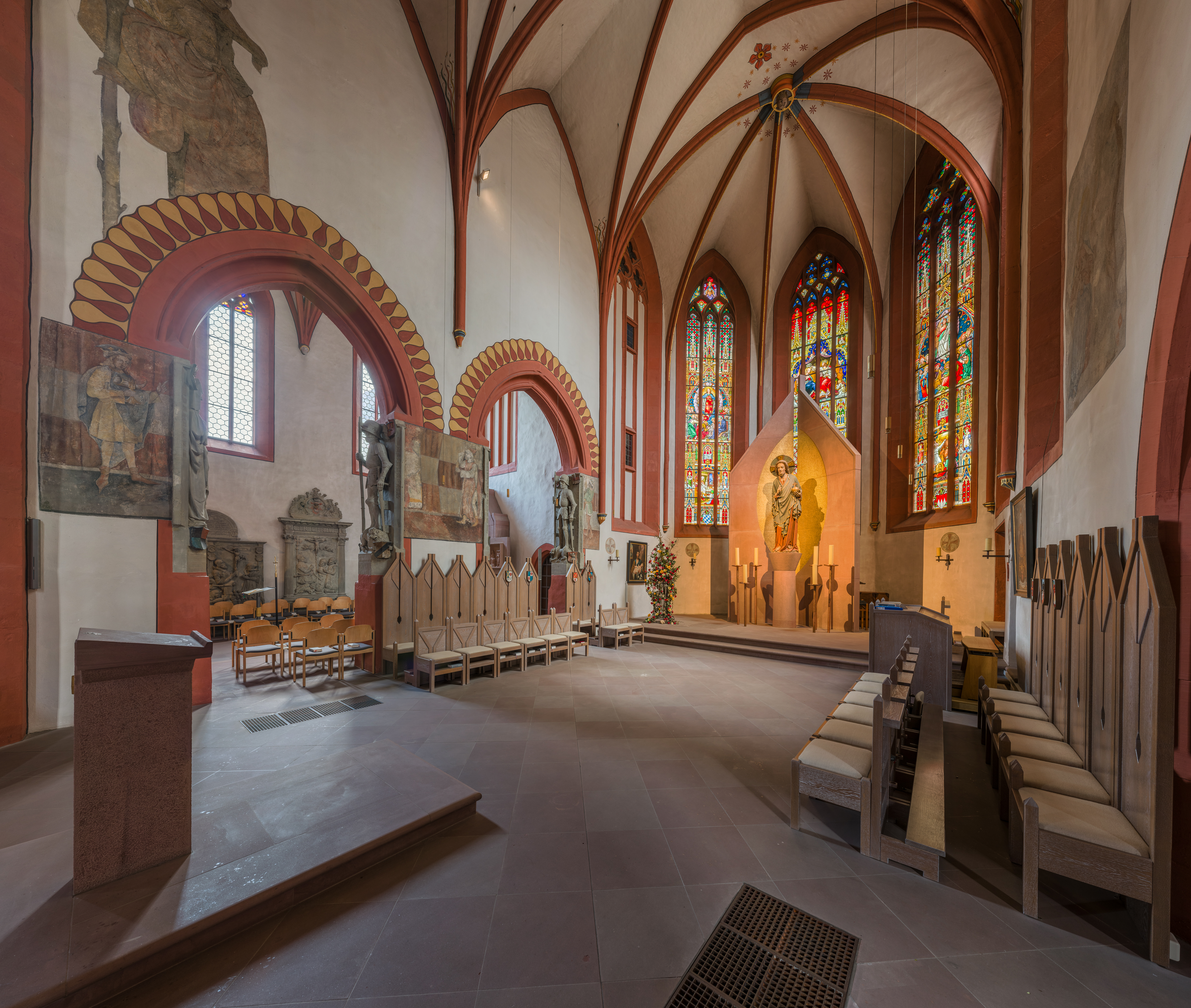
Chor
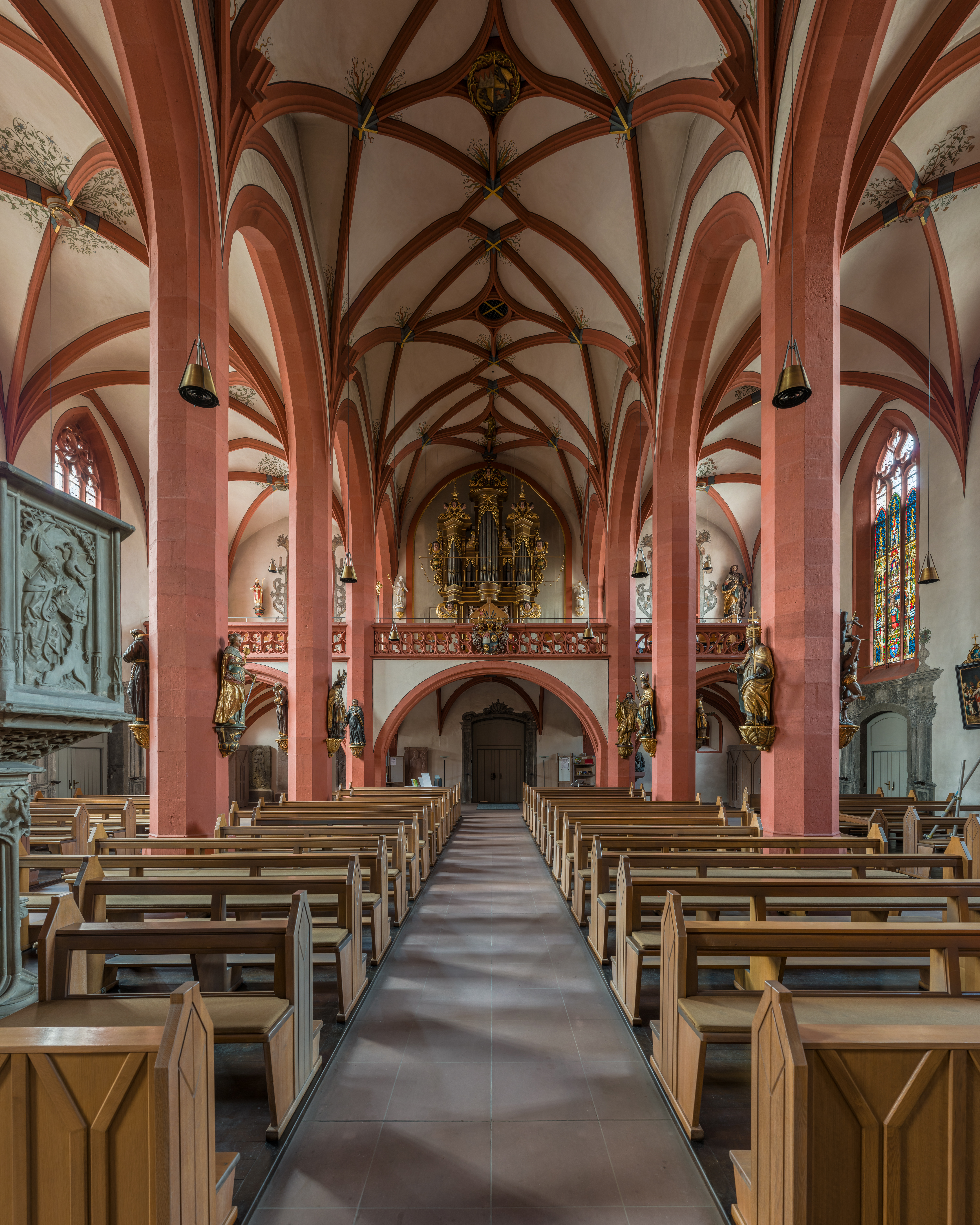
Blick zur Orgel

## Wandmalereien

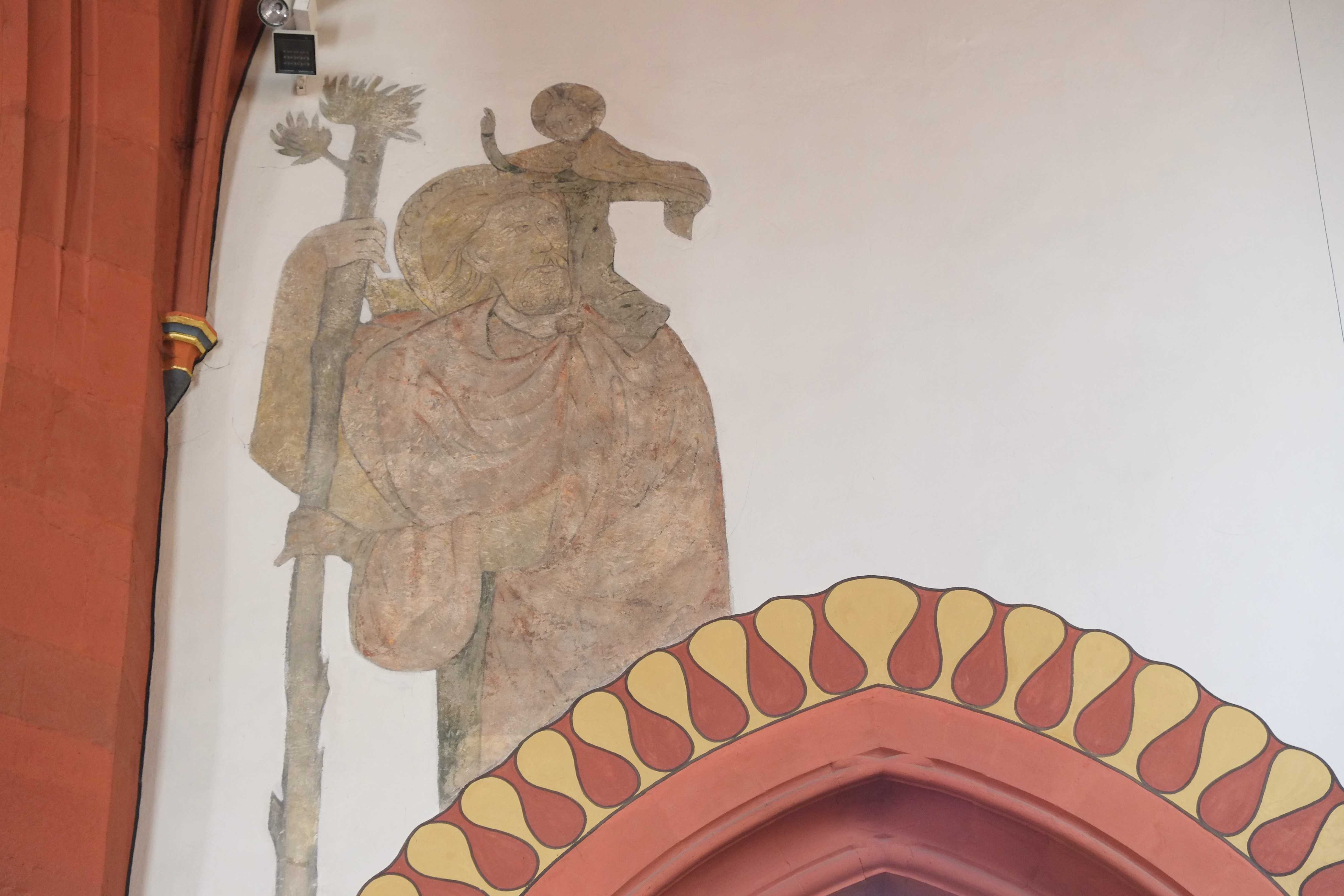
Heiliger Christophorus

In einer Nische an der südlichen Chorwand ist eine Wandmalerei aus dem 14. Jahrhundert erhalten. Hier wird Christus am Kreuz dargestellt, unter dem Kreuz stehen Maria und Johannes, zwei Engel fangen in Kelchen das aus den Wunden Jesu tropfende Blut auf. Eine andere Malerei über dem Chorgestühl stellt Maria mit dem Jesuskind und den heiligen Joseph dar. Die Szene auf der gegenüberliegenden Chorwand zeigt die Anbetung der Heiligen Drei Könige. Die Darstellung des heiligen Christophorus wird ins 15. Jahrhundert datiert.
Eine Wandmalerei im südlichen Querschiff, die um 1450 datiert wird, stellt den heiligen Valentin dar. Eine andere Darstellung aus der zweiten Hälfte des 15. Jahrhunderts hat die Gregorsmesse zum Thema, bei der während der Heiligen Messe Papst Gregor dem Großen Christus als Schmerzensmann erscheint.

## Bleiglasfenster

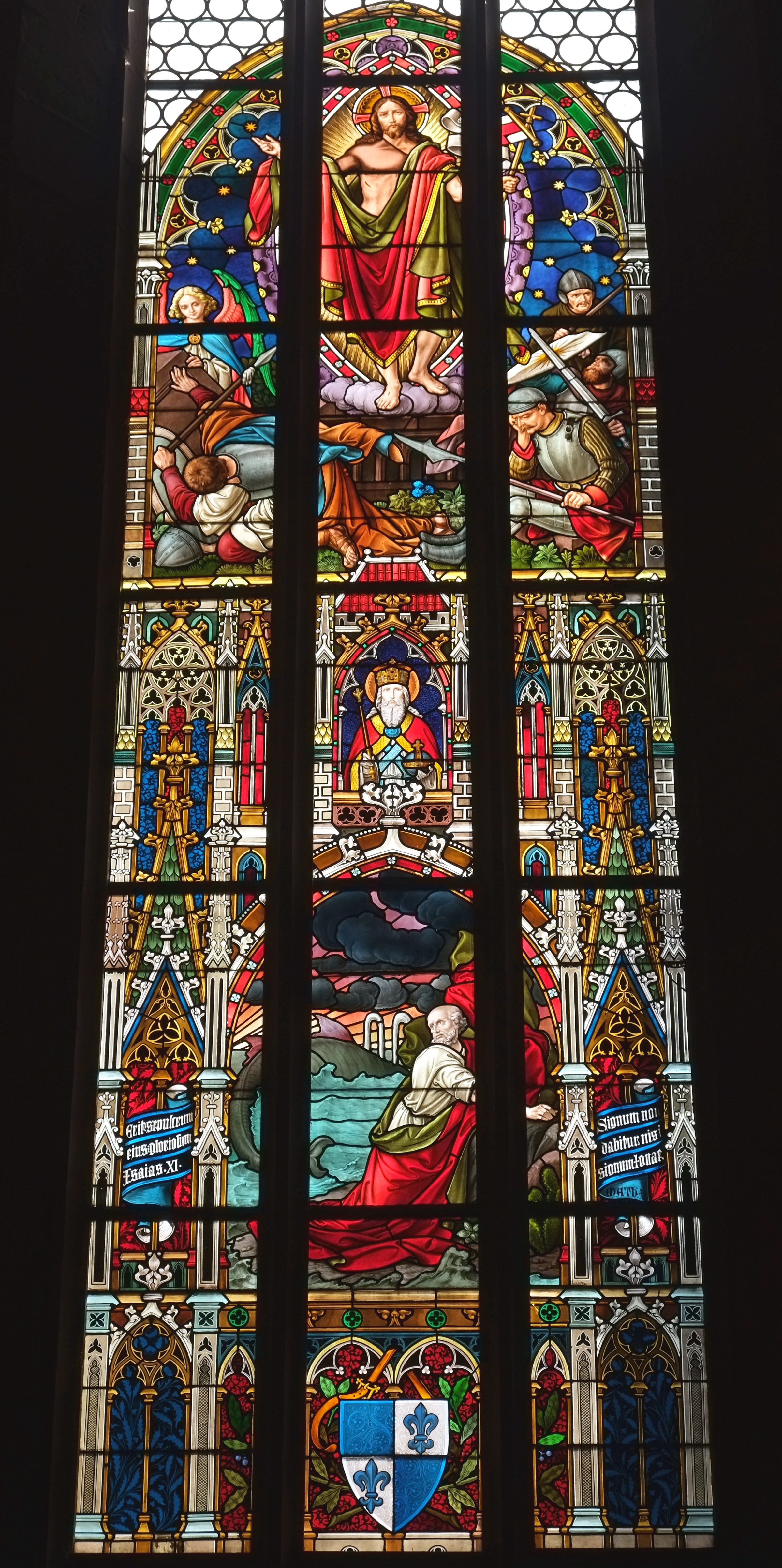
Auferstehung Jesu

Die neugotischen Bleiglasfenster wurden zwischen 1876 und 1885 von der Glasmalerei Zettler in München geschaffen. Das zentrale Chorfenster stellt die Marienkrönung dar, die seitlichen Fenster sind den Geheimnissen des Glorreichen Rosenkranzes gewidmet. Auf der rechten Seite sieht man unter der Szene der Auferstehung Jesu die Errettung des Jona aus dem Wal, unter der Szene der Himmelfahrt Jesu sieht man den Propheten Elias, der mit seinem Feuerwagen zum Himmel fährt. Auf der linken Seite ist unter der Himmelfahrt Mariens die Begegnung der Königin von Saba mit König Salomon dargestellt.
Die beiden Fenster im nördlichen Seitenschiff befanden sich ursprünglich im Chor und wurden beim Bau der neuen Sakristei ausgebaut. Das eine Fenster zeigt die Pfingstszene, das andere den Turmbau von Babel.

## Kanzel

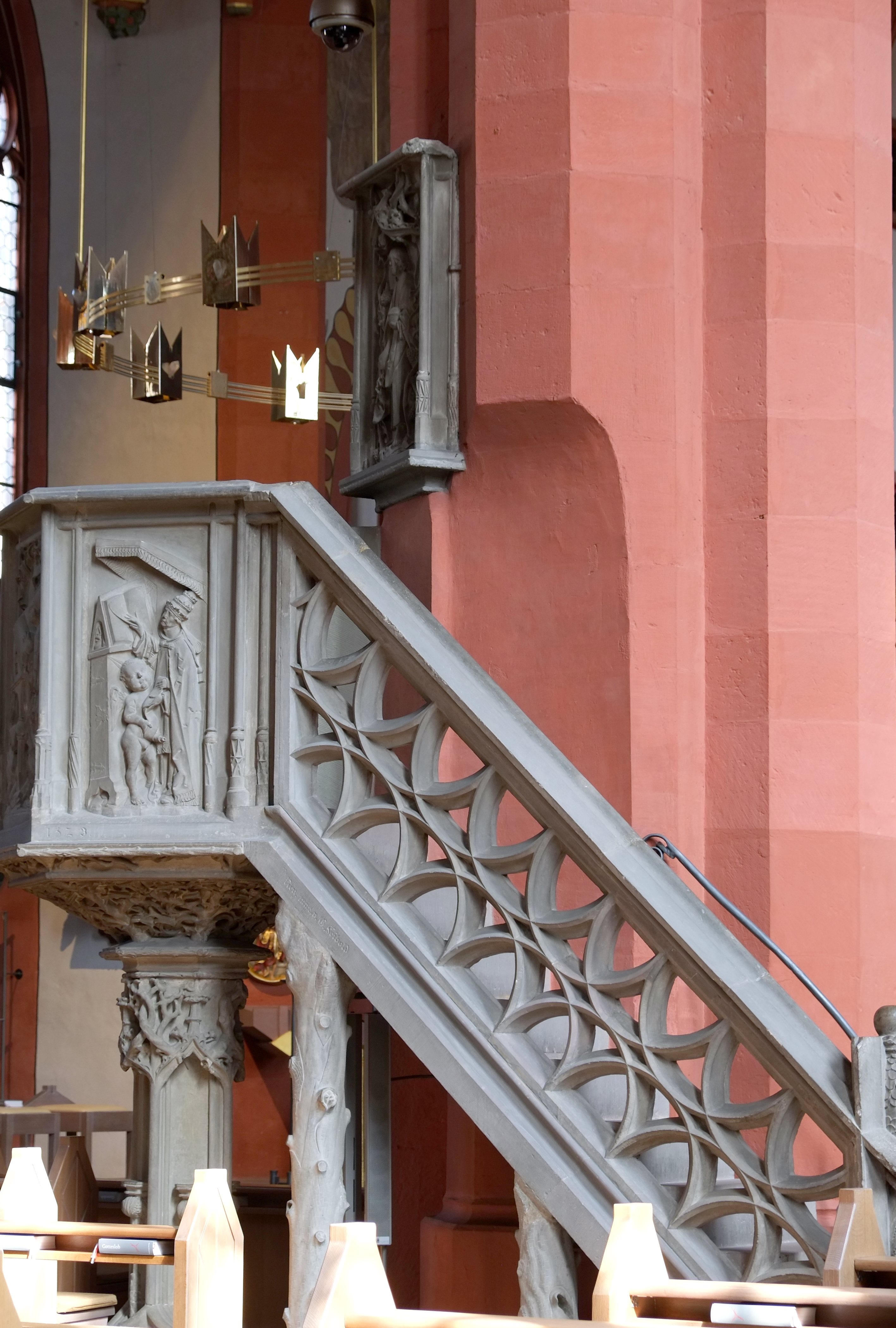
Steinkanzel

Die Kirche besitzt eine spätgotische Steinkanzel von 1523 aus der Werkstatt von Tilman Riemenschneider. Die vier Reliefs am Kanzelkorpus stellen die Kirchenväter Ambrosius, Augustinus, Hieronymus und Gregor den Großen dar. Ihnen sind die Symbole der Evangelisten Matthäus (menschliche Gestalt), Markus (Löwe), Lukas (Stier) und Johannes (Adler) zugeordnet. An der Kanzelrückwand ist Christus inmitten von Weinranken dargestellt.

## Totenleuchte

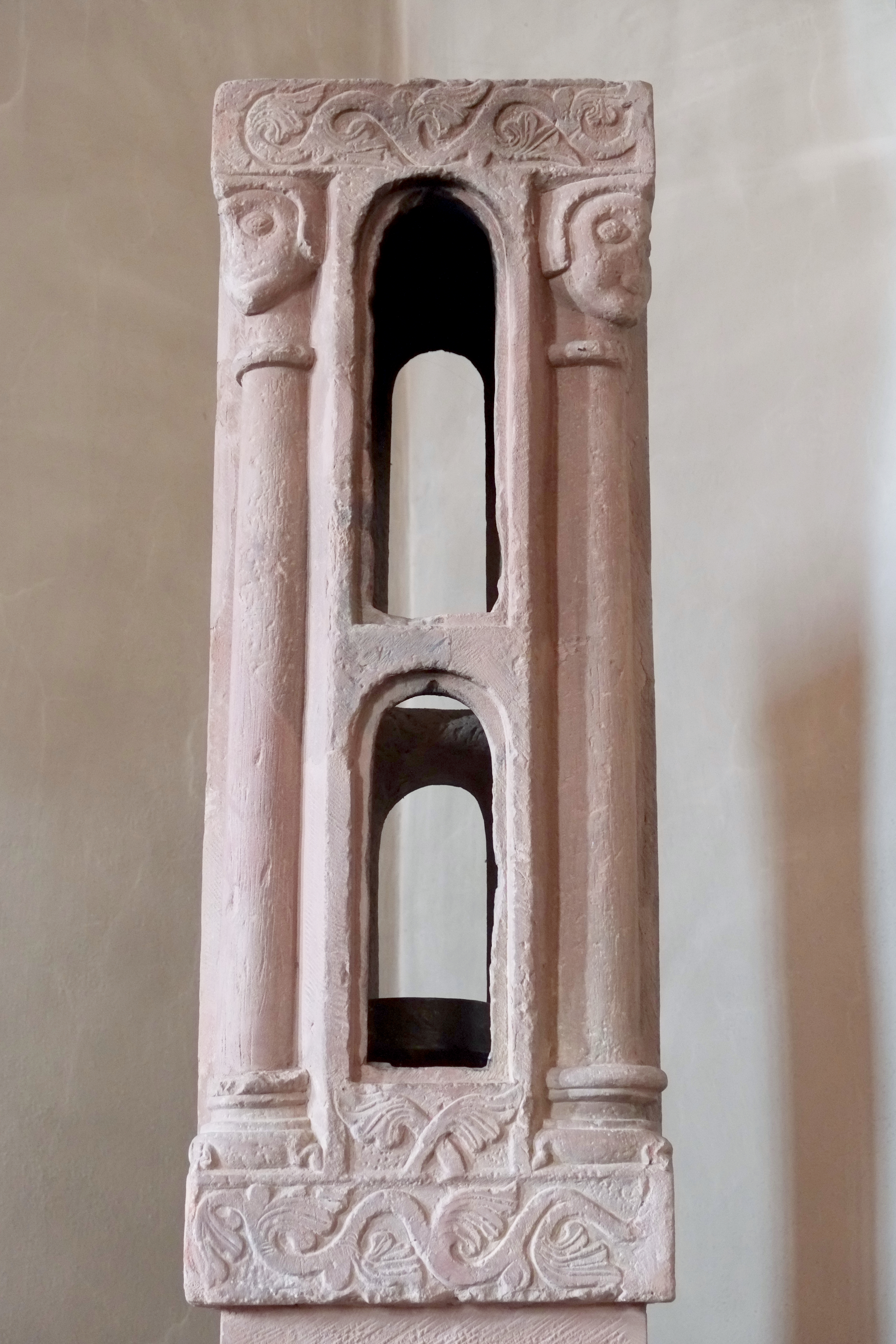
Totenleuchte

Im nördlichen Querschiff ist eine romanische Totenleuchte aus dem frühen 13. Jahrhundert aufgestellt, die ursprünglich wohl auf dem Friedhof an der Nordseite der Kirche aufgestellt war. Sie ist aus einem Sandsteinmonolith gehauen, in den Ecken sind mit Köpfen verzierte Säulen eingestellt.

## Skulpturen

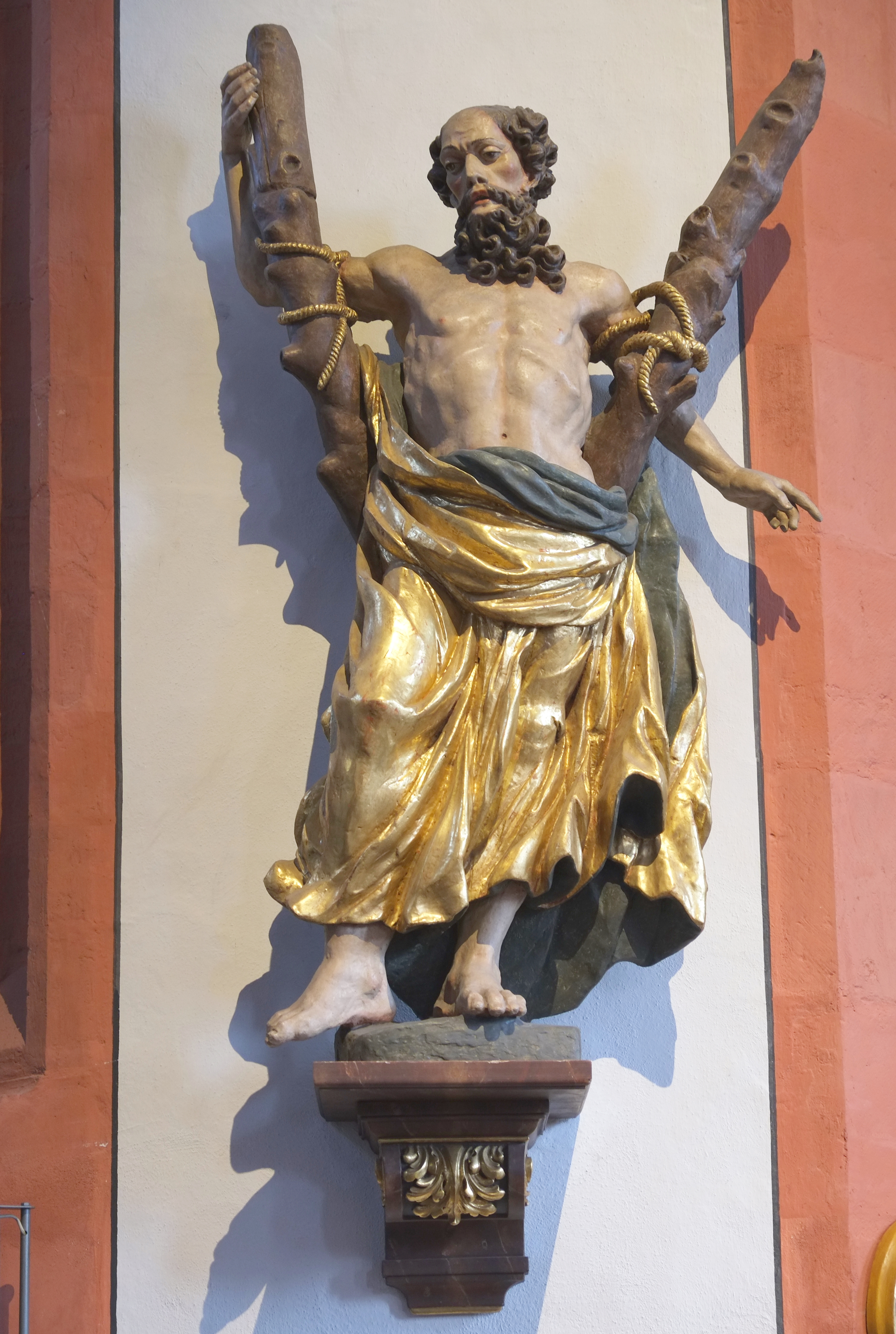
Heiliger Andreas

- Im Chor ist eine überlebensgroße Christusfigur aus Sandstein in der Darstellung als Salvator Mundi aufgestellt, die zwischen 1350 und 1380 vermutlich in Würzburg geschaffen wurde.
- An der Decke hängt ein Kreuz mit einer Christusfigur aus dem 16. Jahrhundert.
- An den Pfeilern des Mittelschiffs stehen die Skulpturen:
  - Johannes Nepomuk aus dem 18. Jahrhundert von Anton Herbith
  - Heiliger Valentin, der erste Bischof von Passau
  - Papst Urban
  - Wolfgang von Regensburg
  - Heiliger Nikolaus
  - Heilige Barbara
- Die Figuren des heiligen Franz von Assisi und des heiligen Antonius von Padua im südlichen Seitenschiff stammen aus dem 19. Jahrhundert.
- Im nördlichen Seitenschiff befinden sich die Skulpturen des heiligen Stephanus (um 1780) und des heiligen Sebastian (um 1800).
- Die Figur des heiligen Andreas am nördlichen Chorbogen ist eine Kopie. Das Original gehörte zum 1650 geschaffenen Hochaltar, der 1875 abgebrochen wurde.
- Die Pietà im nördlichen Querschiff wurde um 1600 von einem unbekannten Meister geschaffen.

## Weitere Ausstattung
- Der moderne Altar birgt einen Reliquienschrein, der um 1500 datiert wird.
- Der silberne Leuchter mit dem Ewigen Licht über dem modernen Tabernakel wurde 1739 gestiftet. Er ist ein Werk des frühen Rokoko und stammt vermutlich aus der Silberschmiedewerkstatt des Abraham Drentwett in Augsburg.
- Der Taufstein aus der Zeit um 1600 besteht aus einem achteckigen Becken und ist mit Engelsköpfen und Hermen verziert.

## Orgel
Die Orgel geht zurück auf ein Instrument, welches in den Jahren 1683–1684 von den Orgelbauern Johann Jobst Schleich und dessen Gesellen Nikolaus Will gebaut wurde. Der original erhaltenen Prospekt der Hauptorgel auf der Westempore wurde von Johann-Jobst Schleich gebaut. Die bemalten Prospektpfeifen des Praestant 8′ sind ebenfalls original und sind spielbar. Das Instrument wurde von der Orgelbaufirma Weiß in Zellingen mehrfach umgebaut. Die Orgel hat 64 klingende Register (4.266 Pfeifen) auf vier Manualwerken und Pedal. Die Pfeifen des Chamadenwerks stehen auf Schleif- und Tonkanzellenladen; die übrigen Pfeifen stehen auf Kegelladen. Die Trakturen sind elektropneumatisch, die des Chamadenwerks sind elektrisch. Eine Besonderheit des Instruments sind die Sonderspielwerke Celesta (Glockenspiel mit Messing-Schellen, c0–d3 im Schwellwerk) und Carillon (Röhren-Glockenspiel, g0–g2 im Fernwerk). Außerdem verfügt die Orgel über einen regulierbaren Cymbelstern (8 Töne, Messing-Schellen) mit einem sichtbaren, drehbaren Stern im Hauptturm des Prospekts; der Cymbelstern stammt aus dem Instrument von 1683/84.
| I Hauptwerk C–g3 |        |     |
| Bordun           | 16′    |     |
| Principal Major  | 8′     |     |
| Praestant        | 8′     | (H) |
| Hohlflöte        | 8′     |     |
| Salicional       | 8′     |     |
| Octava           | 4′     |     |
| Gemshorn         | 4′     |     |
| Quinte           | 2 ⁄3′  |     |
| Schwiegel        | 2′     |     |
| Terz             | 1 3⁄5′ |     |
| Sifflöte         | 1 ⁄3′  |     |
| Mixtur V         | 1 ⁄3′  |     |
| Quintcymbel III  | 1⁄2′   |     |
| Trompete         | 8′     |     |
| Clarine          | 4′     |     |
| Zimbelstern VIII |        |     |
| Rossignol        |        |     |

| II Positiv C–g3   |       |
| Rohrflöte         | 8′    |
| Singend-Principal | 4′    |
| Traversflöte      | 4′    |
| Octave            | 2′    |
| Quint             | 1 ⁄3′ |
| Scharff IV        | 1′    |
| Krummhorn         | 8′    |
| Tremulant (largo) |       |

| Chamadenwerk C–g3 |     |
| Trompeta magna    | 16′ |
| Trompeta real     | 8′  |
| Bajoncillo        | 4′  |

| III Schwellwerk C–g3 |       |
| Montre               | 8′    |
| Flute à Cheminée     | 8′    |
| Voix céleste II      | 8′    |
| Prestant             | 4′    |
| Flute à bec          | 4′    |
| Sesquialtera II      | 2 ⁄3′ |
| Cor de Nuit          | 2′    |
| Octavian             | 1′    |
| Plein jeu V          | 1 ⁄3′ |
| Terzcymbel III       | 1⁄4′  |
| Dulcian              | 16′   |
| Hautbois             | 8′    |
| Trompette            | 4′    |
| Tremulant (presto)   |       |
| Glockenspiel (c0–d3) |       |

| Pedal C–f1    |       |
| Untersatz     | 32′   |
| Contrabass    | 16′   |
| Subbass       | 16′   |
| Zartbass      | 16′   |
| Holzoctave    | 8′    |
| Gedacktbass   | 8′    |
| Choralbass    | 4′    |
| Flachflöte    | 2′    |
| Hintersatz IV | 2 ⁄3′ |
| Bombarde      | 32′   |
| Posaune       | 16′   |
| Multiplexlade |       |
| Basstrompete  | 8′    |
| Clairon       | 4′    |
| Cornett       | 2′    |

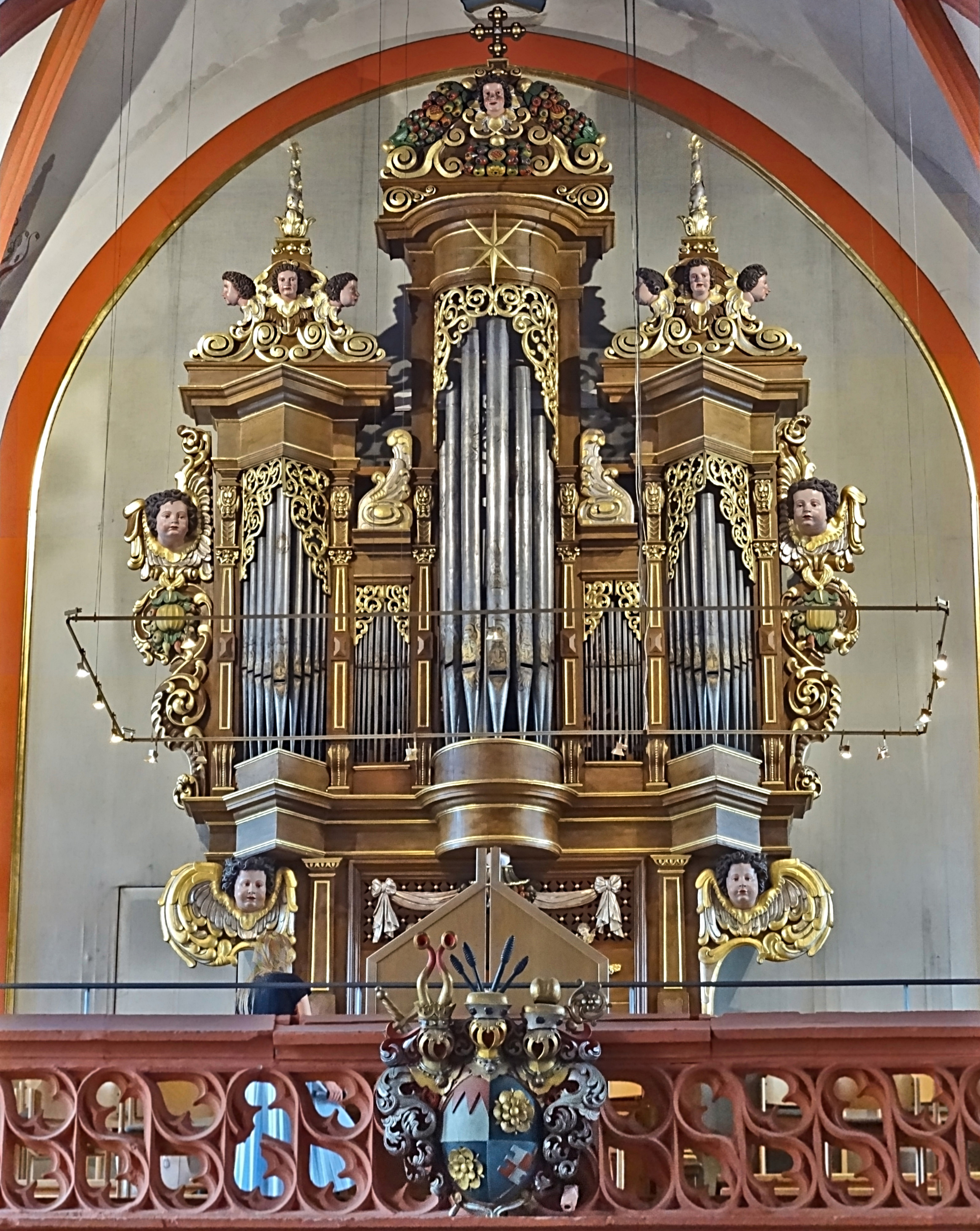
Die Orgel

Die Chororgel auf der Süd-Ost-Empore hat 12 Register auf zwei Manualwerken und Pedal. Sie lässt sich vom vierten Manual des Spieltisches der Hauptorgel aus als Fernwerk anspielen.
| IV Chororgel C–g3 |       |
| Hauptwerk         |       |
| Principal – Minor | 8′    |
| Rohrflöte         | 8′    |
| Octave            | 4′    |
| Blockflöte        | 2′    |
| Mixtur IV         | 2 ⁄3′ |

| (Fortsetzung)       |    |
| Nebenwerk           |    |
| Lieblich Gedackt    | 8′ |
| Querflöte           | 4′ |
| Principal           | 2′ |
| Octävlein           | 1′ |
| Trichterregal       | 8′ |
| Tremulant (andante) |    |
| Carillon (g0–g2)    |    |

| Pedal (Chororgel) C–f1 |     |
| Untersatz              | 16′ |
| Stillbass              | 16′ |
| Octavbass              | 8′  |

## Schatzkammer
In der Schatzkammer werden kostbare Arbeiten aus Augsburger Gold- und Silberschmiedewerkstätten aufbewahrt. Die Skulptur des heiligen Georg wurde 1705 bei Philipp Jakob Drentwett in Auftrag gegeben, die Figur der Maria Immaculata wurde um 1730 in der Werkstatt von Martin Maurer geschaffen.

## Rienecker Kapelle
Die Rienecker Kapelle wurde 1447 als Grabkapelle der Familie von Rieneck errichtet. Die Schlusssteine tragen das Wappen der Familie Voit von Rieneck. Ein Schlussstein ist mit der Jahreszahl 1447 versehen. Die Gewölberippen ruhen teilweise auf mit Köpfen skulptierten Konsolen.
In der Kapelle wird eine gotische Madonna böhmischer Herkunft aufbewahrt. Die um 1500 datierten Holzskulpturen des heiligen Jakobus, des heiligen Antonius und des heiligen Petrus von Mailand werden der Werkstatt von Tilman Riemenschneider zugeschrieben, die Figur des heiligen Nikolaus aus der Zeit um 1505 gilt als seine eigene Arbeit.
Das Sandsteinretabel an der Stirnseite der Kapelle wurde aus alten Relieftafeln neu zusammengesetzt. Das Mittelbild stammt von 1471 und stellt Christus in der Marter, umgeben von den Leidenswerkzeugen, dar. Rechts und links unten sind die Namen der Stifter mit ihren Wappen angebracht. Auf der linken Tafel wird Jesus dem Hohenpriester vorgeführt, auf der rechten Tafel steht Jesus vor Pilatus.
Die Skulptur des Christus an der Geißelsäule am Durchgang zum Chorraum wurde um 1780 nach dem Vorbild des Gegeißelten Heilands der Wieskirche bei Steingaden geschaffen.

## Grabdenkmäler
- Das Kenotaph des Friedrich von Hutten († 1637) im südlichen Querhaus wurde 1727 ausgeführt.
- In der Rienecker Kapelle befinden sich die Grabdenkmäler von
  - Elisabetha Beurin († 1610)
  - Christoffel Voit von Rieneck und seiner beiden Ehefrauen Anna von Bibra († 1562) und Ursula Truchsessin von Rügen († 1580)
  - Götz Voit von Rieneck zu Greinbach († 1565), seiner Ehefrau und ihrer acht Kinder
  - Philipp Voit zu Rieneck († 1550), seiner beiden Ehefrauen Ottilie Voitin von Rieneck und Amalia Voitin von Rieneck und ihren sechs Kindern
  - Jörg Voit von Rieneck († 1467)
  - Barbara Voitin von Rieneck († 1465)
  - Philipp Voit von Rieneck († 1504)
  - Anna Voitin von Rieneck, geborene Truchseß von Wetzhausen († 1502)

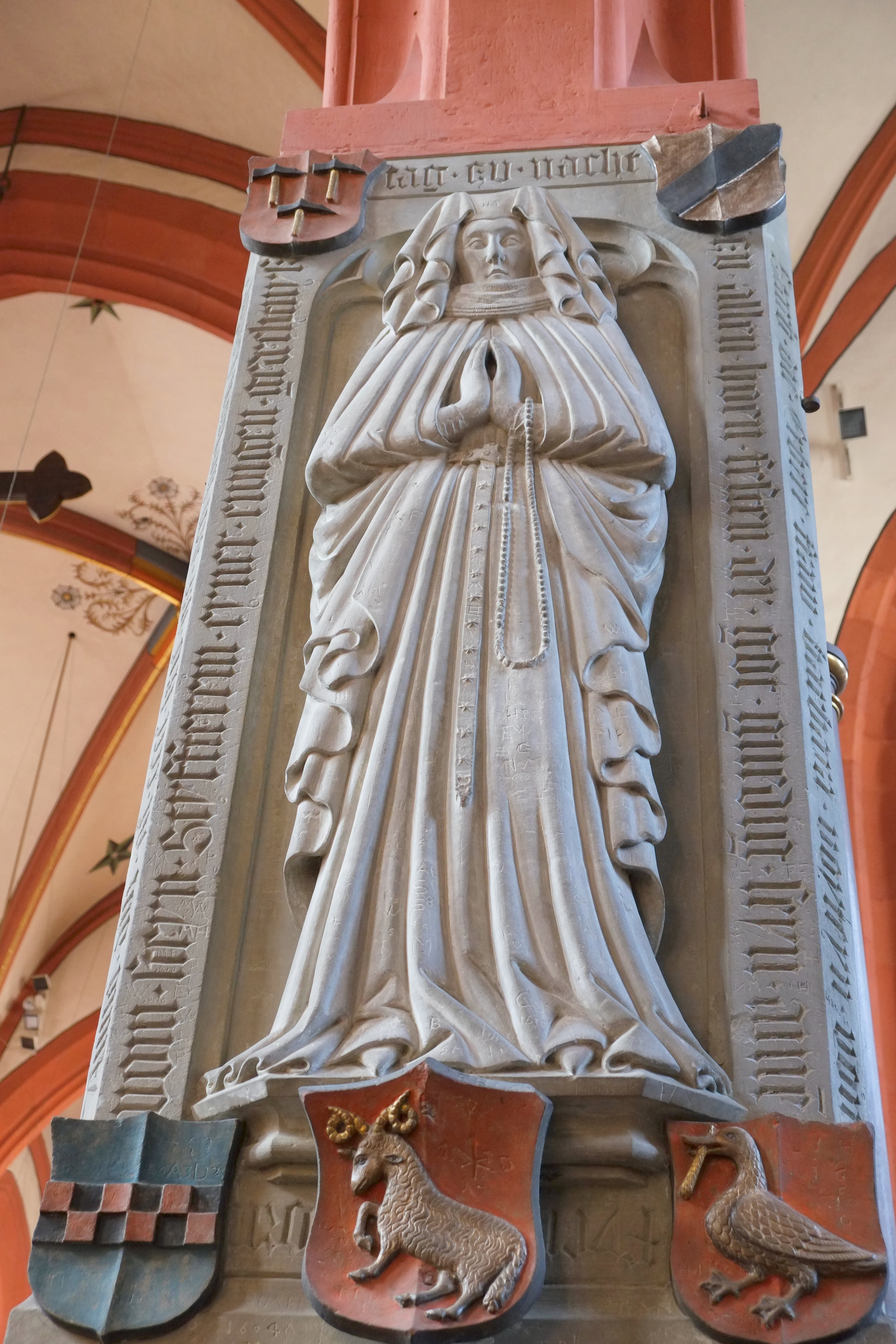
Epitaph
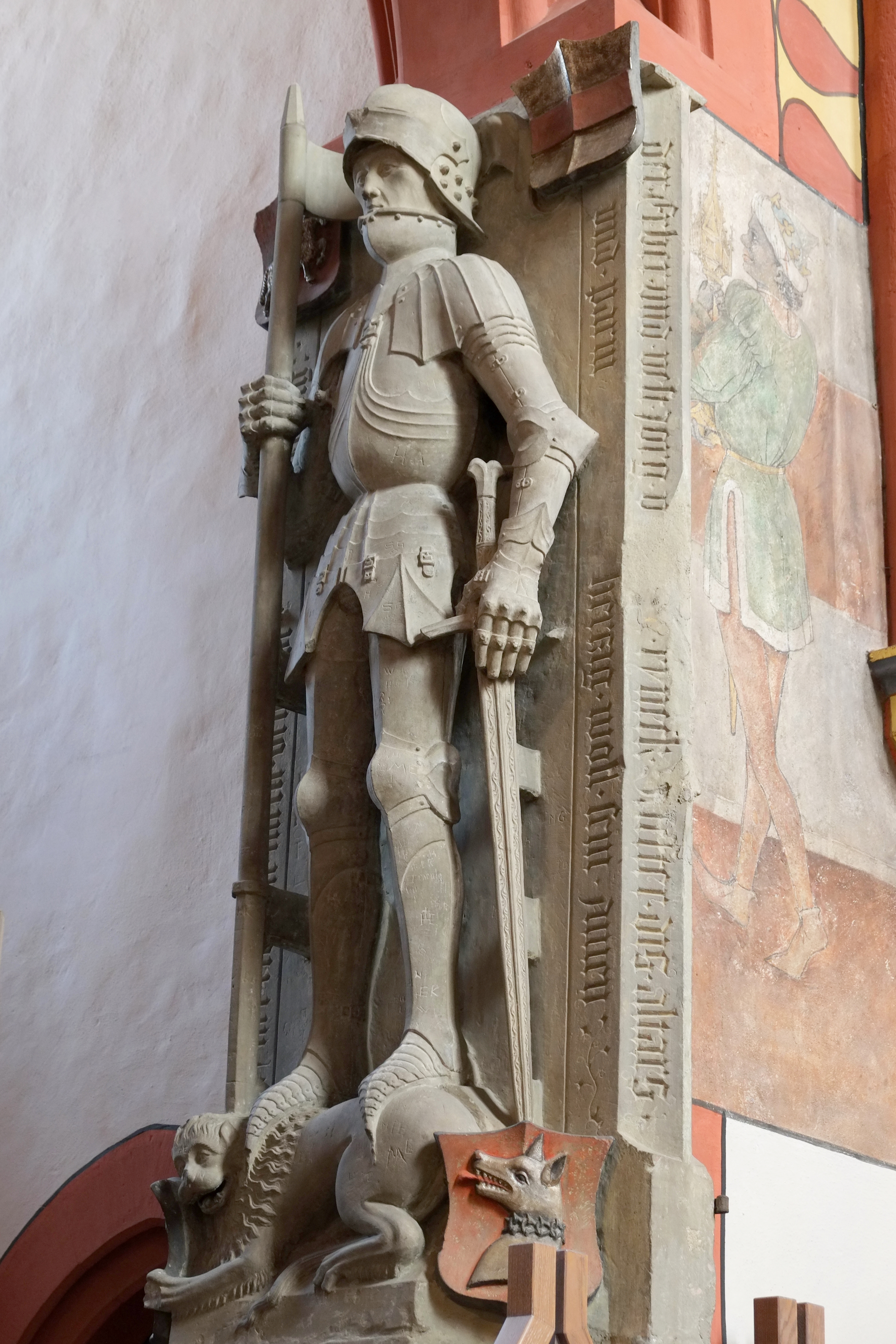
Philipp Voit von Rieneck
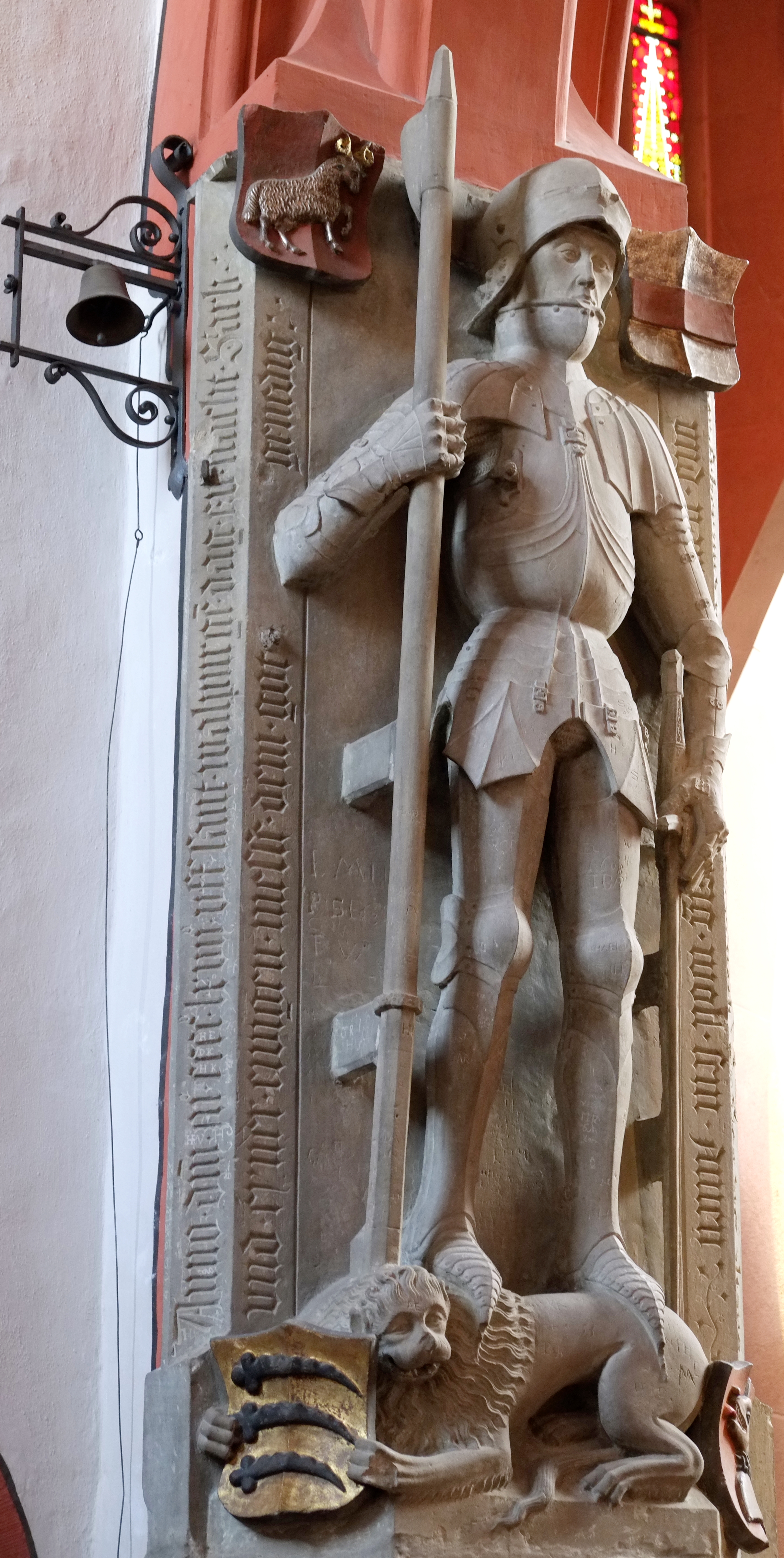
Jörg Voit von Rieneck
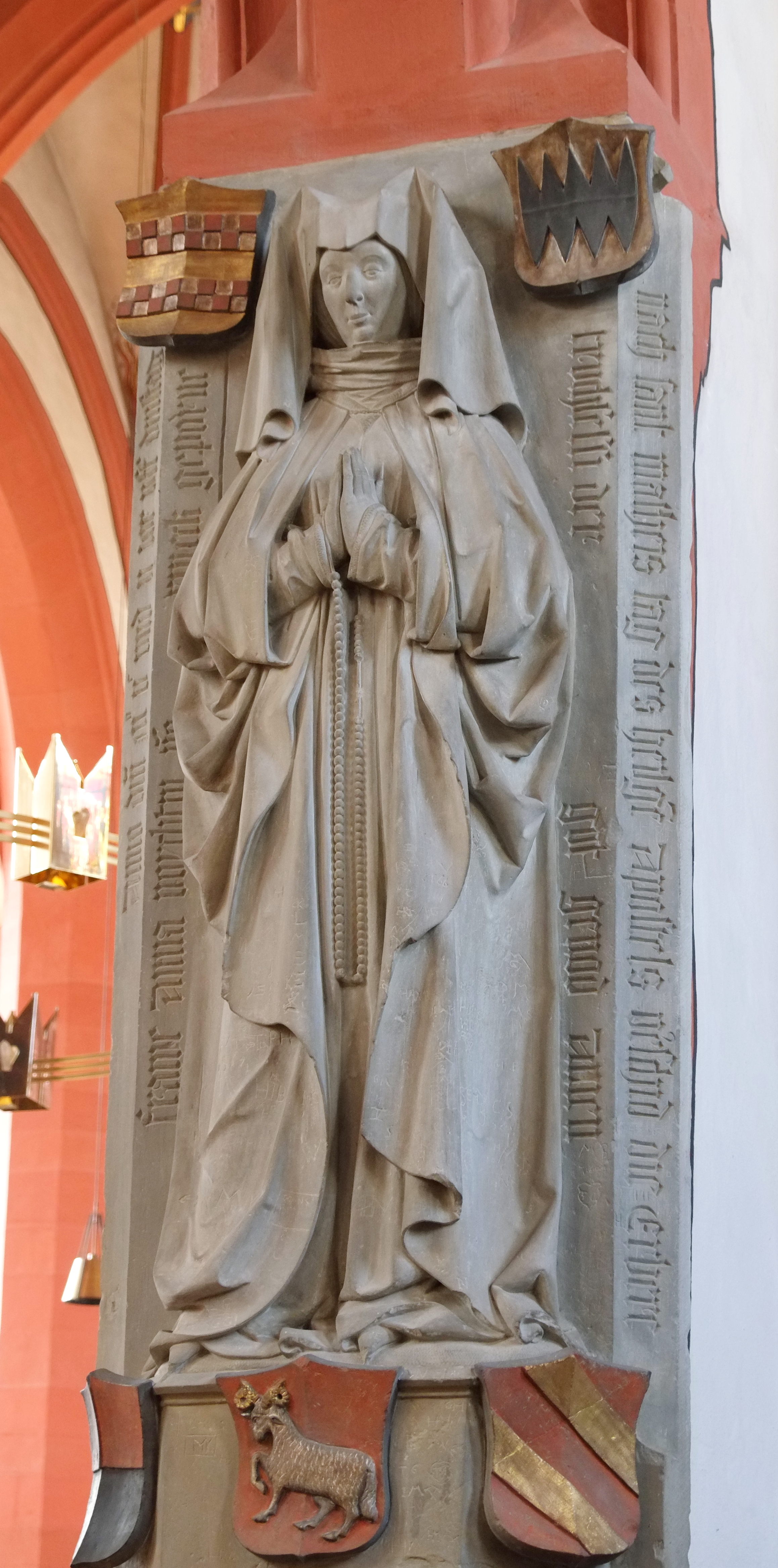
Epitaph